# Ivan Gorjup
Ivan Gorjup, slovenski komunist, častnik, partizan in prvoborec, * 1914, Vojnik, † 1999, Argentina
Leta 1937 je vstopil v KPJ, 1941 pa v NOB. Postal je tudi član PK SKOJ.

## Napredovanja
- rezervni kapetan JLA (?)

## Odlikovanja
- red za hrabrost
- red zaslug za ljudstvo II. stopnje
- red bratstva in enotnosti II. stopnje
- partizanska spomenica 1941